# (13110) 1993 LS1
(13110) 1993 LS1 là một tiểu hành tinh vành đai chính. Nó được phát hiện bởi Robert H. McNaught ở Đài thiên văn Siding Spring ở Coonabarabran, New South Wales, Australia, ngày 15 tháng 6 năm 1993.